# Preobrazsenszkaja ploscsagy metróállomás
A Preobrazsenszkaja ploscsagy (oroszul Преображе́нская пло́щадь, magyarul am. Megdicsőülés tere) egy állomás a moszkvai metróban, Moszkva Keleti közigazgatási körzetében, Preobrazsenszoje kerületben. A Szokolnyicseszkaja vonalon a Cserkizovszkaja és a Szokolnyiki állomás között helyezkedik el.

## Elnevezés
Nevét a közelében elhelyezkedő Preobrazsenszkoje, avagy Megdicsőülés térről kapta.

## Története
Az állomást 1965. december 31.-én nyitották meg a Szokolnyicseszkaja vonal 1965-ös meghosszabbítása keretében. Mivel egy ideig a vonal végállomásaként szolgált, az állomás után röviddel fordítóvágányok vannak.

## Megközelítése
Az állomásról kijáratok vezetnek a Preobrazsenszkaja térre, a Preobrazsenszkij Valra, a Bolsaja Cserkizovszkajára és a Krasznobogatirszkaja utcára.

## Felújítása
2009 decemberében megkezdték az állomás felújítását. A renováció célja a falak átalakítása volt, hogy olyanok legyenek, mint amilyenek az Akademicseszkaja állomáson is láthatóak. A munkálatok 2010 márciusában fejeződtek be.

## Fordítás
Ez a szócikk részben vagy egészben  a   Preobrazhenskaya Ploshchad című angol Wikipédia-szócikk fordításán alapul.  Az eredeti cikk szerkesztőit annak laptörténete sorolja fel. Ez a jelzés csupán a megfogalmazás eredetét és a szerzői jogokat jelzi, nem szolgál a cikkben szereplő információk forrásmegjelöléseként.